# Ottokár Prohászka
Ottokár Prohászka (10. listopada 1858. – 2. travnja 1927.) bio je mađarski katolički svećenik i biskup Stolnog Biograda od 1905. do smrti.